# Compagnie des chemins de fer d'intérêt local du Nord de la France
La Compagnie des chemins de fer d’intérêt local du Nord de la France (NF) est créée pour exploiter deux chemins de fer à voie métrique dans le département de l'Aisne et de la Somme
- Le chemin de fer de Guise au Catelet
- Le chemin de fer de Roisel à Hargicourt

Le 8 septembre 1901, la Compagnie des chemins de fer d’intérêt local du Nord de la France se substitue à la Compagnie du chemin de fer d'Intérêt local de Guise au Catelet  du fait de la demande de concession du chemin de fer de Roisel à Hargicourt.
L'ingénieur constructeur Mathieu Michon tenta en vain avant la Grande Guerre de substituer cette compagnie sur les concessions des lignes qu'il avait également obtenues du département du Nord :
- de Don-Sainghin à Fromelles
- d'Hondschoote à Bray-Dunes

L'exploitation du réseau est assurée après 1922 par la Compagnie des chemins de fer secondaires du Nord-Est.
La Compagnie des chemins de fer d'intérêt local du Nord de la France disparait formellement en 1956